# What Goes On
«What Goes On» (с англ. — «Что происходит») — песня группы «Битлз», впервые вышедшая на британской версии альбома Rubber Soul. Позже песня вошла в американский альбом группы Yesterday and Today, а также была выпущена в США в качестве сингла (с композицией «Nowhere Man» на второй стороне) в феврале 1966 года. Во всём творчестве «Битлз» это — единственная песня, чьё авторство приписано одновременно Леннону, Маккартни и Р. Старру.

## История песни
Исходная версия песни была написана Джоном Ленноном ещё во времена существования группы The Quarrymen, тогда она рассматривалась как «продолжение» к песне «Please Please Me».
В 1963 году группа впервые исполнила эту песню Джорджу Мартину. Тем не менее, песня не использовалась до 1965 года, когда группа включила её (в исполнении Р. Старра) в альбом «Rubber Soul». Согласно Леннону, «она была воскрешена с восьмитактовой вставкой, возможно с помощью Пола». Формально восьмитактовой вставки в песне нет, однако, один припев (без вокала, но с гитарным соло) удлинён. Иэн Макдональд полагает, что именно этот удлинённый фрагмент и был сочинен Маккартни. Р. Старр принял небольшое участие в написании текста, что стало его первым участием в написании каких-либо песен для «Битлз». На вопрос о своём участии в написании этой песни он, однако, ответил: «Около пяти слов, а больше я ничего не делал».

## Содержание песни
Текст песни описывает переживания молодого человека по поводу девушки, которая не уделяет ему должного внимания. Название песни представляет собой первые слова припева: «What goes on in your heart? What goes on in your mind?» (с англ. — «Что происходит в твоём сердце? Что происходит с твоим настроением?»).

## Запись
Впервые «Битлз» намеревались записать эту композицию 5 марта 1963 года, однако, тогда времени хватило лишь на запись нескольких других песен («From Me to You», «Thank You Girl» и ранняя версия «One After 909»).
Версия, вошедшая в альбом Rubber Soul, была записана с одной попытки 4 ноября 1965 года. Сессия началась необычайно поздно — в 11 вечера. В ту же сессию «Битлз» записали также длинную (6:36) инструментальную композицию «12-Bar Original» (тогда ей не нашлось более подходящего названия). Из-за недостатка места эта композиция не была включена в Rubber Soul и стала доступной лишь в 1996 году, когда второй дубль записи этой песни был включён в альбом Anthology 2.
В записи участвовали:
- Ринго Старр — вокал, ударные
- Джон Леннон — подголоски, ритм-гитара
- Пол Маккартни — подголоски, бас-гитара
- Джордж Харрисон — соло-гитара

## Кавер-версии
- В 2005 году Суфьян Стивенс записал эту песню для своего сборного альбома This Bird Has Flown — A 40th Anniversary Tribute to the Beatles’ Rubber Soul. Его версия несколько отличается как мелодикой, так и аранжировкой[7].
- В 2006 и 2008 годах Р. Старр исполнял эту песню вживую на ежегодных All Starr Tour.

## Интересно
На 1:28 по левому каналу стереозаписи песни после слов Старра «Tell me why» слышно, как Леннон произносит «Tell me why» (по другим версиям там можно расслышать слова «I already told you why»), что можно считать как студийной забавой, так и своеобразной отсылкой к песне «Tell Me Why», записанной в предыдущем году.